# Кірова (Кугарчинський район)
Кі́рова (рос. Кирова, башк. Киров) — хутір у складі Кугарчинського району Башкортостану, Росія. Входить до складу Ялчинської сільської ради.
Населення — 11 осіб (2010; 13 в 2002).
Національний склад:
- росіяни — 54%
- башкири — 38%